# Džong Ding
Džong Ding (kitajsko 仲丁), z osebnim imenom Dzi Džuang, je bil kitajski kralj iz dinastije Šang. 
V Zapisih Velikega zgodovinarja ga je Sima Čjan navedel kot desetega kralja Šanga, ki je nasledil svojega očeta Da Vuja (太戊). Ustoličen je bil v letu šinčov (kitajsko 辛丑) z Bojm (亳) kot njegovo prestolnico. V prvem letu svojega vladanja je prestolnico preselil v Ao (隞). V šestem letu vladanja je napadel Modre barbare (蓝夷). Vladal je enajst let, po podatkih  drugih virih samo devet let. Posmrtno je dobil ime Džong Ding. Nasledil ga je njegov brat Bu Ren (外壬).
Zapisi na orakeljskih kosteh, izkopanih v Jinšuju, pravijo, da je bil deveti kralj Šanga, ki je nasledil svojega strica Jong Džija (雍己). Po smrti je dobil ime Sandzu Ding (三祖丁), nasledil pa ga je njegov brat Bu Ren.